# 澳門巴士9路線
澳門巴士9路線是由新福利經營，往返牧場街和媽閣的巴士路線。

## 簡介及歷史
- 本線於1980年7月30日投入服務，是福利第4條小巴路線。
  - 早期路線如下：台山總站-提督馬路-雅廉訪馬路-二龍喉-高士德-提督馬路-沙梨頭海邊街-海邊新街-巴索打爾古街-新馬路-議事亭前地-殷皇子馬路-銅馬廣場-友誼馬路-南灣街-民國馬路-媽閣總站-民國馬路-南灣街-新馬路-國際酒店-議事亭前地-南灣街-台山總站[1]

- 1988年，福利破產結業，本線改由新福利營運。

- 本線曾於90年代初開辦特班車，往返關閘至營地街市一帶。

- 2007年10月20日，新增停靠「南灣湖景大馬路」站，以方便往來南灣湖水上活動中心的市民。[2][3]

- 2008年12月1日，本線名義上改為雙向線，保留晚上班次的「到媽閣後收車回廠」的安排。

- 2013年3月16日起，為減輕拱形馬路交通壓力，取消停靠「三角花園」站。

- 2015年12月12日，本線由名義上雙向線改回循環線，晚上「行半程」的安排仍存在。[4]

- 2016年1月16日，調整本線服務時間為00:45-01:10，班距為10-15分鐘，不再出現「行半程」的情況。

- 2016年3月19日，因調整白朗古將軍大馬路周邊路段的行車安排，取消停靠「提督馬路／白朗古」站，走線改為原線至提督馬路，改經沙梨頭新街、飛喇士街至白朗古將軍大馬路後再按原線行駛。[5]

- 2016年4月13日，因河邊新街交通重整，走線稍有調整，惟停站不變。[6]

- 2016年4月23日，取消停靠「媽閣廟前地」、「衣灣斜巷」站。[7]

- 2016年11月18日，因應路面實際情況及客況，安排本線的部分班次以跳站形式運行，若關閘周邊道路擁塞嚴重時，將跳站至“提督馬路／雅廉訪”站後繼續原線行駛。[8]

- 2017年8月23日，颱風天鴿襲澳，關閘總站受到嚴重風暴潮破壞，總站一度遷往台山附近一帶站點。

- 2017年9月30日，因應「關閘總站」停用，本線改為「台山中街」站作為臨時總站，新增「紀念孫中山公園」站作落客站。

- 2018年4月28日，總站由「台山中街」站遷至「牧場街總站」，取消停靠“紀念孫中山公園”站。[9]

- 2019年3月19日，配合輕軌媽閣站施工，「媽閣上街」站暫停使用。

- 2020年3月12日起，“水坑尾街”站改名為“水坑尾／天神巷”。[10]

- 2022年2月26日起，新增停靠“街總社區服務大樓”站。[11]

- 2022年6月19日首班車起至21:00，因應南灣大馬路德豐大廈和一食店分別實施封控和管控措施，「巴掌圍」站暫停使用。[12][13]

- 2022年7月11日至17日，因實施「全澳相對靜止管理」措施，本線暫停營運。[14]

- 2022年7月18日至22日，因宣佈延長“相對靜止管理”措施，本線維持上述措施。[15]

- 2022年7月23日起，因“相對靜止管理”結束，本線恢復營運。[16]

- 2022年12月3日，「媽閣總站」更名為「西灣湖景大馬路／媽閣碼頭」。

## 使用車輛

### 福利時期
- 日產 Civilian小巴

### 新福利時期
- 三菱Rosa

2024年1月19日起：
- 三菱Rosa
- 蘇州金龍KLQ6756GHEV

2024年7月1日起：
- 蘇州金龍KLQ6756GHEV

## 電牌
| 往台山方向                   | 往台山方向       | 往台山方向 |
| 日期                         | 頭牌             | 圖例       |
| ---------------------------- | ---------------- | ---------- |
| 2017年8月23日前              | 關閘             |            |
| 2017年8月23日至2017年9月30日 | 台山中街         |            |
| 2017年9月30日至2018年4月28日 | 孫中山公園       |            |
| 2018年4月28日起              | 牧場街（近關閘） |            |
| 往媽閣方向                   |                  |            |
| 日期                         | 頭牌             | 圖例       |
| 開線至今                     | 媽閣             |            |

## 路線資料

### 收費
| 收費類別     | 收費類別                      | 收費類別             | 費用 |
| ------------ | ----------------------------- | -------------------- | ---- |
| 現金         | 現金                          | 現金                 | $6.0 |
| 境外支付工具 | 支付寶（內地及香港）          | 支付寶（內地及香港） | $6.0 |
| 境外支付工具 | 雲閃付 非綁定澳門銀聯卡       |                      | $6.0 |
| 境外支付工具 | 微信支付（內地及香港）        |                      | $6.0 |
| 境外支付工具 | 交通聯合 非澳門發行的全國通卡 |                      | $6.0 |
| 境內支付工具 | 澳門通                        | 全民卡               | $3.0 |
| 境內支付工具 | 澳門通                        | 學生卡               | $1.5 |
| 境內支付工具 | 澳門通                        | 長者卡               | 免費 |
| 境內支付工具 | 澳門通                        | 殘疾卡               | 免費 |
| 境內支付工具 | 聚易用＋                      | 聚易用＋             | $3.0 |

### 服務時間及班距
| 服務時間                     | 服務時間   | 星期一至六  | 星期日 （含公眾假期） |
| ---------------------------- | ---------- | ----------- | --------------------- |
| 牧場街總站                   | 牧場街總站 | 05:45-01:10 | 05:45-01:10           |
| 班距                         | 尖峰       | 10-12分鐘   | 10-15分鐘             |
| 班距                         | 離峰       | 12-15分鐘   | 12-17分鐘             |
| 懸掛8號風球後1小時開出尾班車 |            |             |                       |

### 路線停站
| 9    | 牧場街 ↺ 媽閣 | 牧場街 ↺ 媽閣                   | 牧場街 ↺ 媽閣 |
| 序號 | 循環線        | 循環線                          | 循環線        |
| 序號 | 站號          | 站名                            | 輕軌站        |
| 1    | M18/5         | 牧場街總站                      |               |
| 2    | M5            | 街總社區服務大樓                |               |
| 3    | M15           | 台山中街                        |               |
| 4    | M229          | 三角花園                        |               |
| 5    | M16/2         | 提督馬路／雅廉訪                |               |
| 6    | M98           | 高士德／連勝                    |               |
| 7    | M88           | 高士德／賈伯樂                  |               |
| 8    | M73/2         | 得勝花園                        |               |
| 9    | M270/2        | 塔石體育館                      |               |
| 10   | M153/1        | 水坑尾／公共行政大樓            |               |
| 11   | M168          | 八角亭                          |               |
| 11   | M173          | 約翰四世大馬路 （賽車期間停靠） |               |
| 12   | M172/4        | 亞馬喇前地                      |               |
| 13   | M187          | 區華利前地                      |               |
| 14   | M199          | 南灣湖景大馬路                  |               |
| 15   | M193          | 民國馬路／西灣湖                |               |
| 16   | M194          | 西灣                            |               |
| 17   | M196          | 半邊橙                          |               |
| 18   | M198          | 西灣湖景大馬路／媽閣碼頭        | 媽閣站        |
| 19   | M190          | 河邊新街／媽閣                  |               |
| 20   | M189          | 下環街市                        |               |
| 21   | M180          | 風順堂街                        |               |
| 22   | M166          | 西坑街                          |               |
| 23   | M175          | 濠璟酒店                        |               |
| 24   | M192          | 民國馬路                        |               |
| 25   | M181          | 燒灰爐                          |               |
| 26   | M179          | 巴掌圍                          |               |
| 27   | M68           | 葡京路                          |               |
| 28   | M144/3        | 水坑尾／天神巷                  |               |
| 29   | M76/2         | 盧廉若公園                      |               |
| 30   | M84/1         | 高士德／培正                    |               |
| 31   | M91           | 高士德／亞利鴉架街              |               |
| 32   | M19           | 白朗古將軍馬路                  |               |
| 33   | M10/1         | 台山街市                        |               |
| 34   | M8/1          | 巴波沙大馬路                    |               |
| 35   | M18/5         | 牧場街總站                      |               |

## 客量
根據2020年公報，本線在2019年度尖峰時段共開出36,724班次，乘車人次為1,972,533人次，平均每班接載53.7人次。

## 本線分流路線
- 澳門巴士9A路線

## 交通意外
- 2025年2月5日13:22，一輛行駛本線的小巴（車隊編號：HE637）於荷蘭園大馬路近門牌14號發生自炒交通事故。治安警指出，初步懷疑巴士司機踩錯油門自炒，撞毀路邊鐵欄及燈柱，巴士上無人受傷。檢控司機“不可安全停車”。[17]

- 2025年2月6日約20:30，在花地瑪教會街與台山中街交界，一輛私家車被夾在一輛行駛本線的小巴（車隊編號：HE626）與路邊圍欄中間，無法打開車門，50歲本地女司機被困車內由消防救出，感到暈眩送山頂醫院治理。[18]

## 圖片集

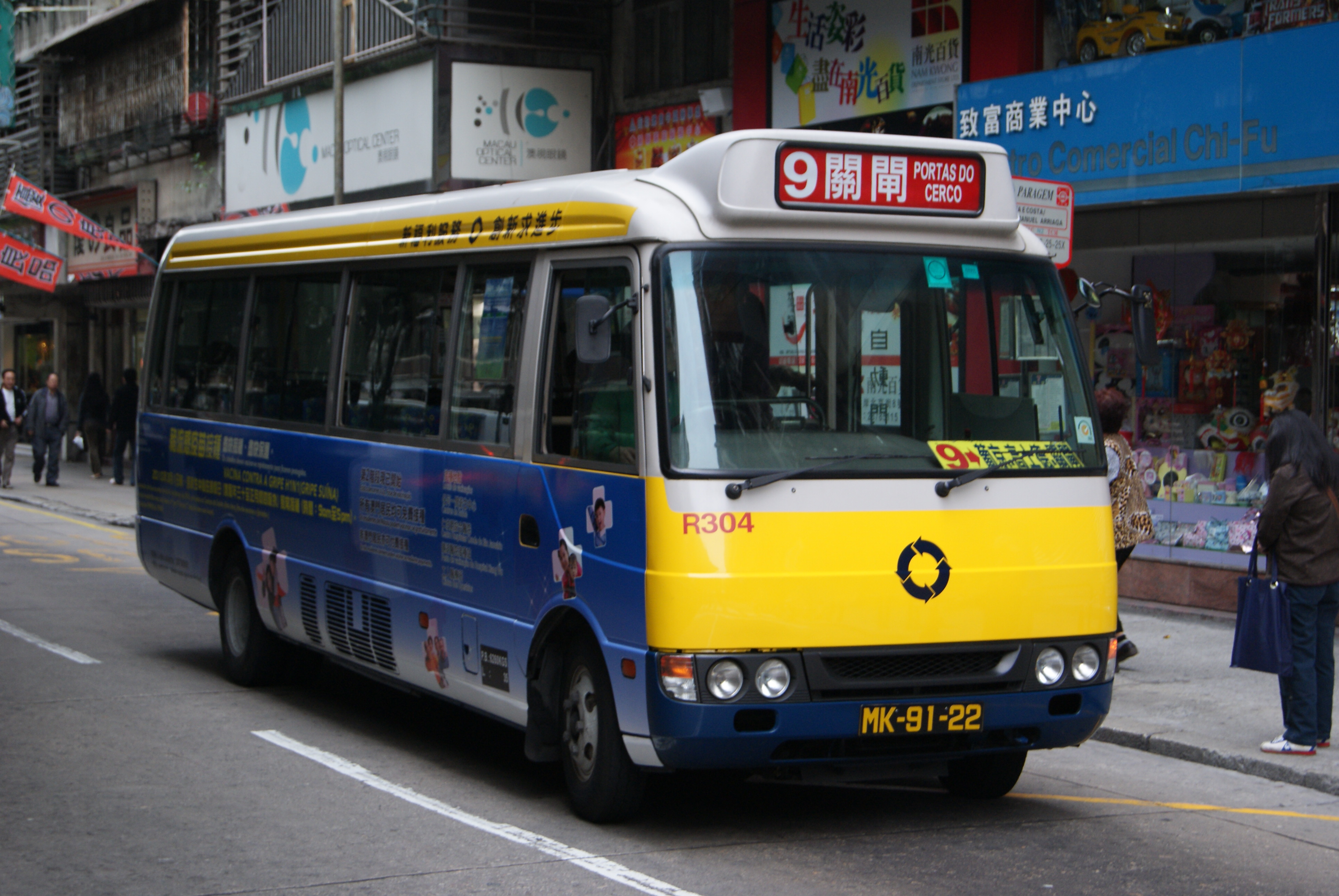
三菱Rosa
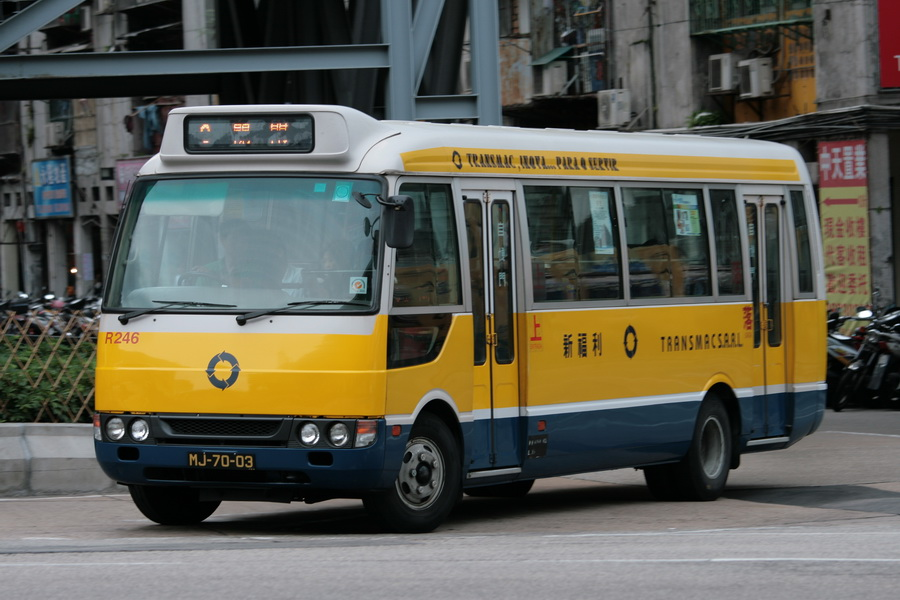
三菱Rosa
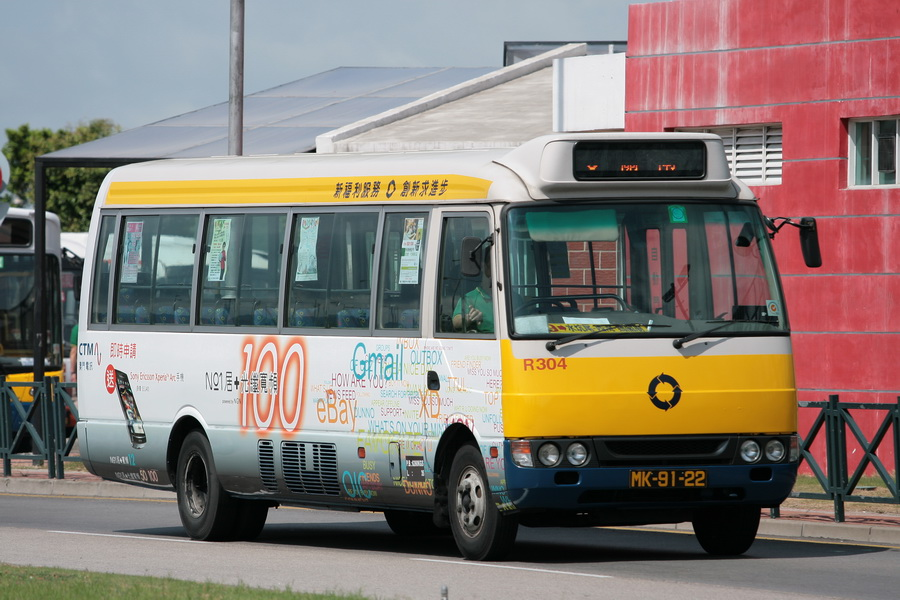
三菱Rosa
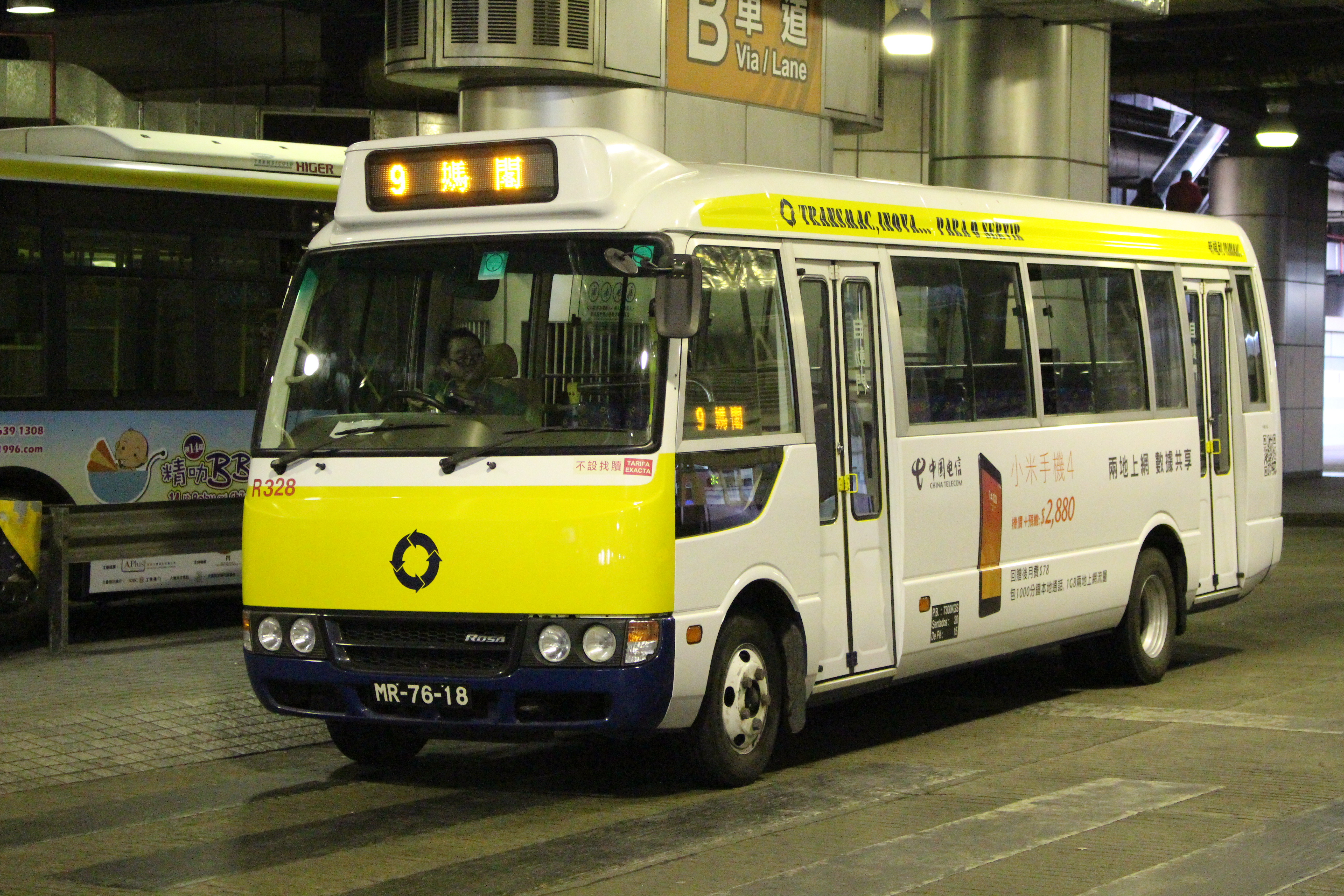
三菱Rosa
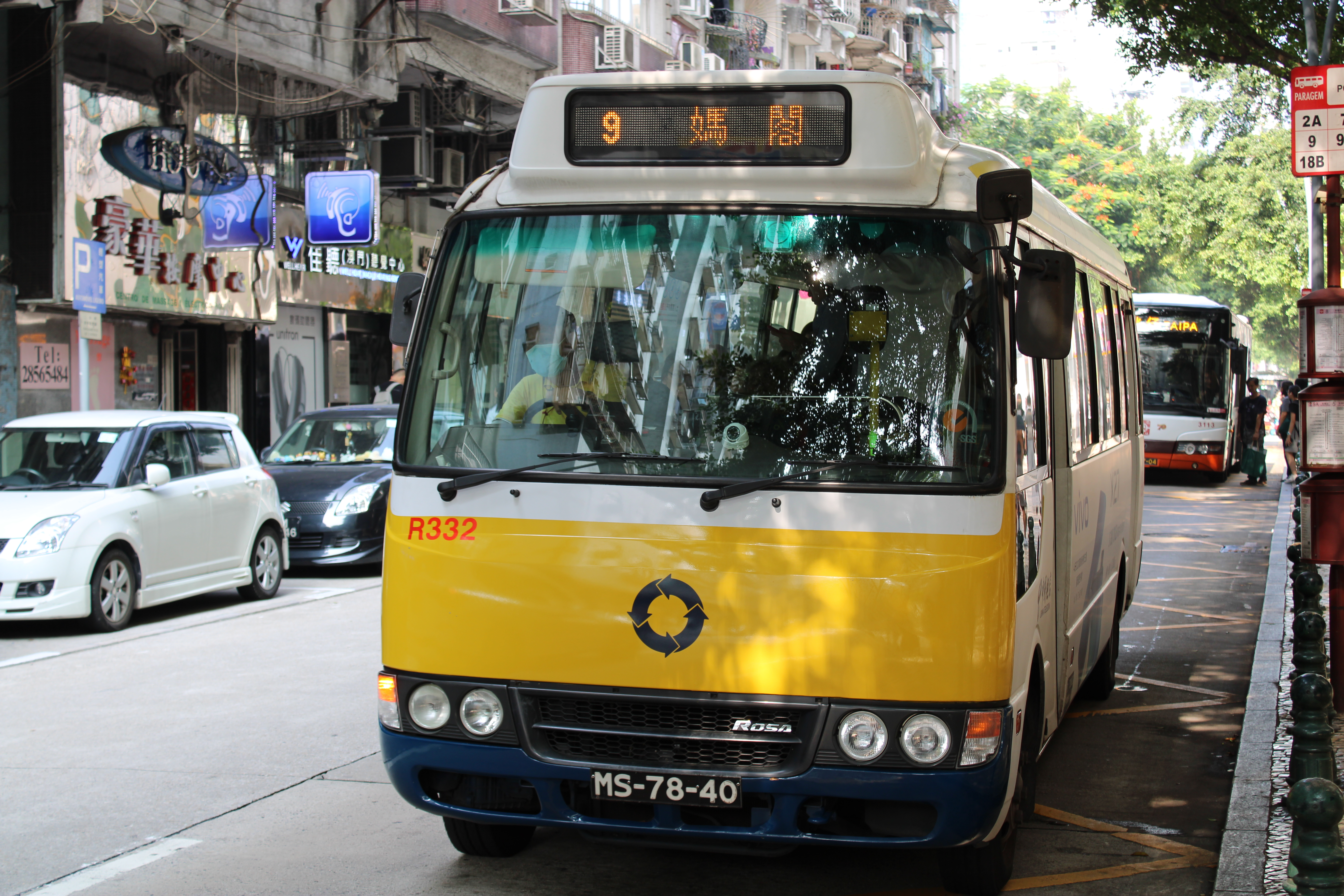
三菱Rosa
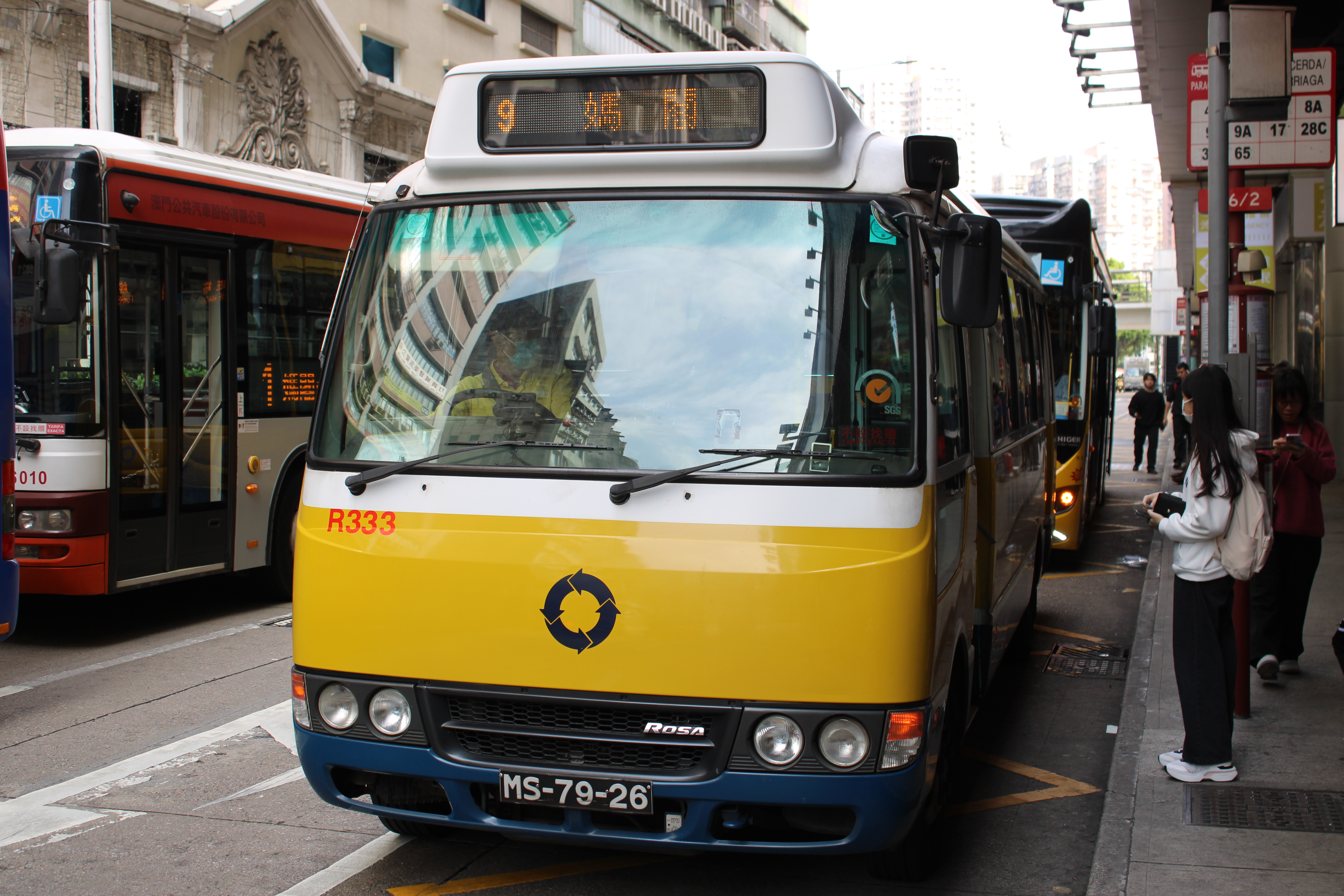
三菱Rosa
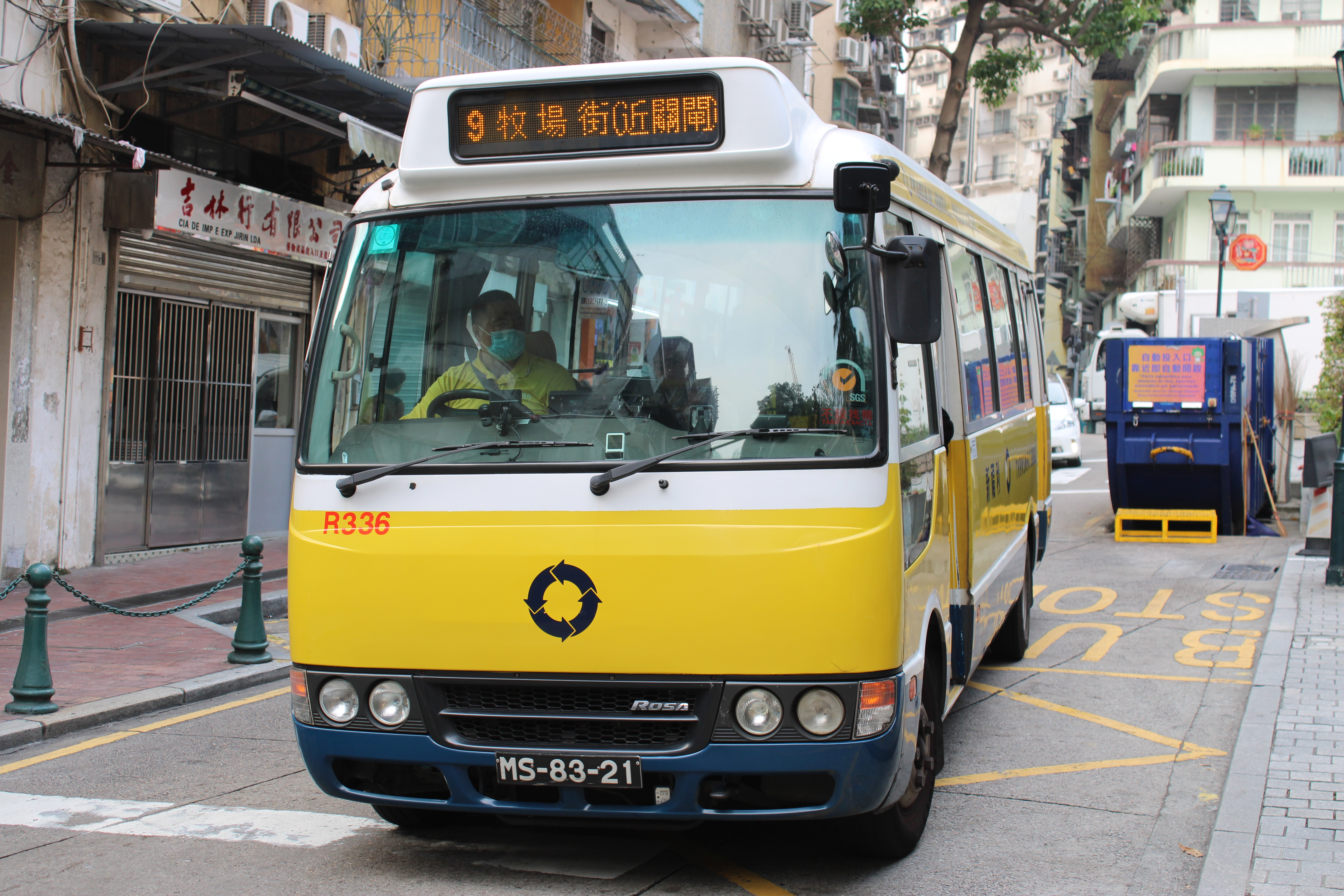
三菱Rosa
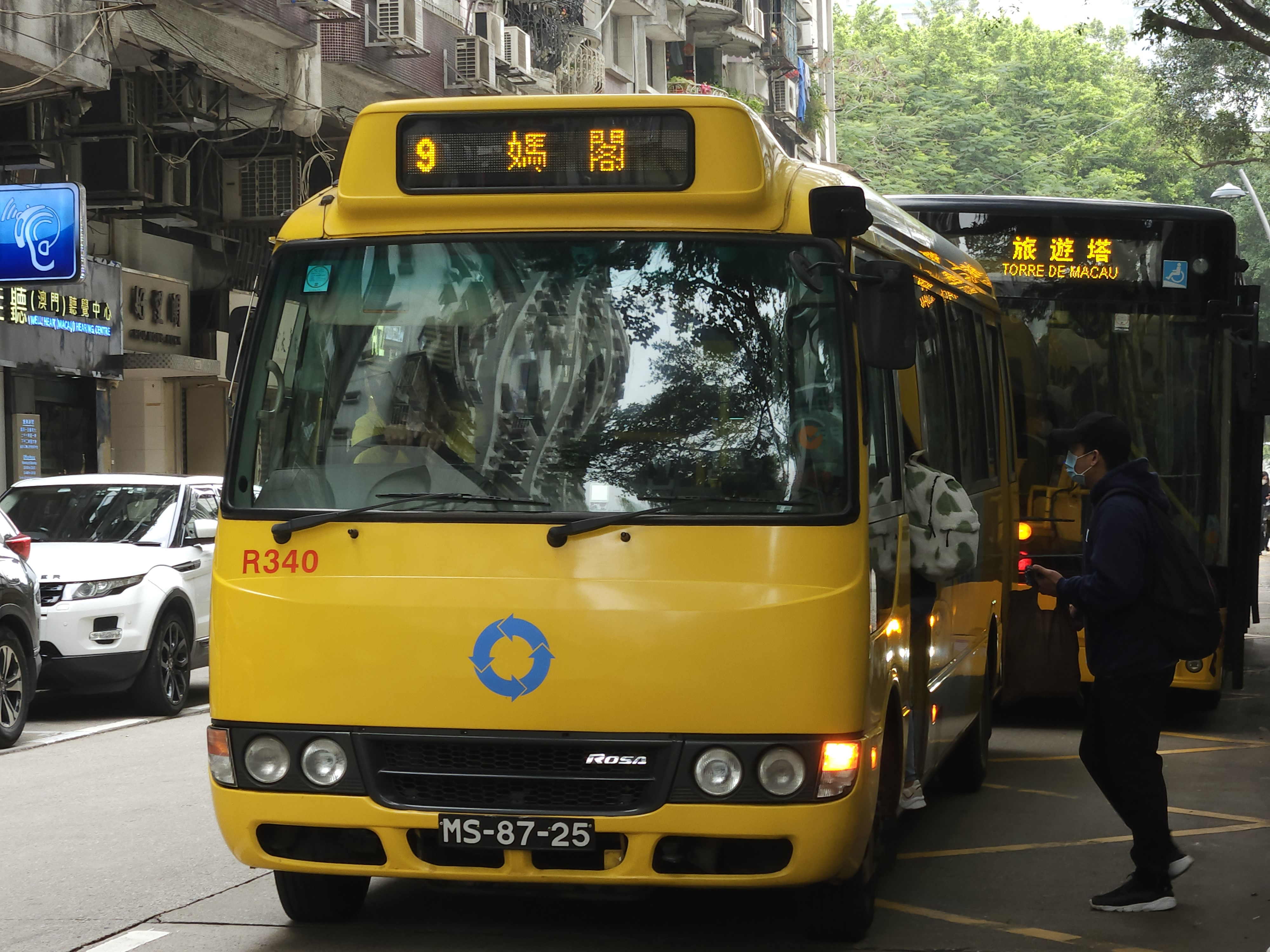
三菱Rosa
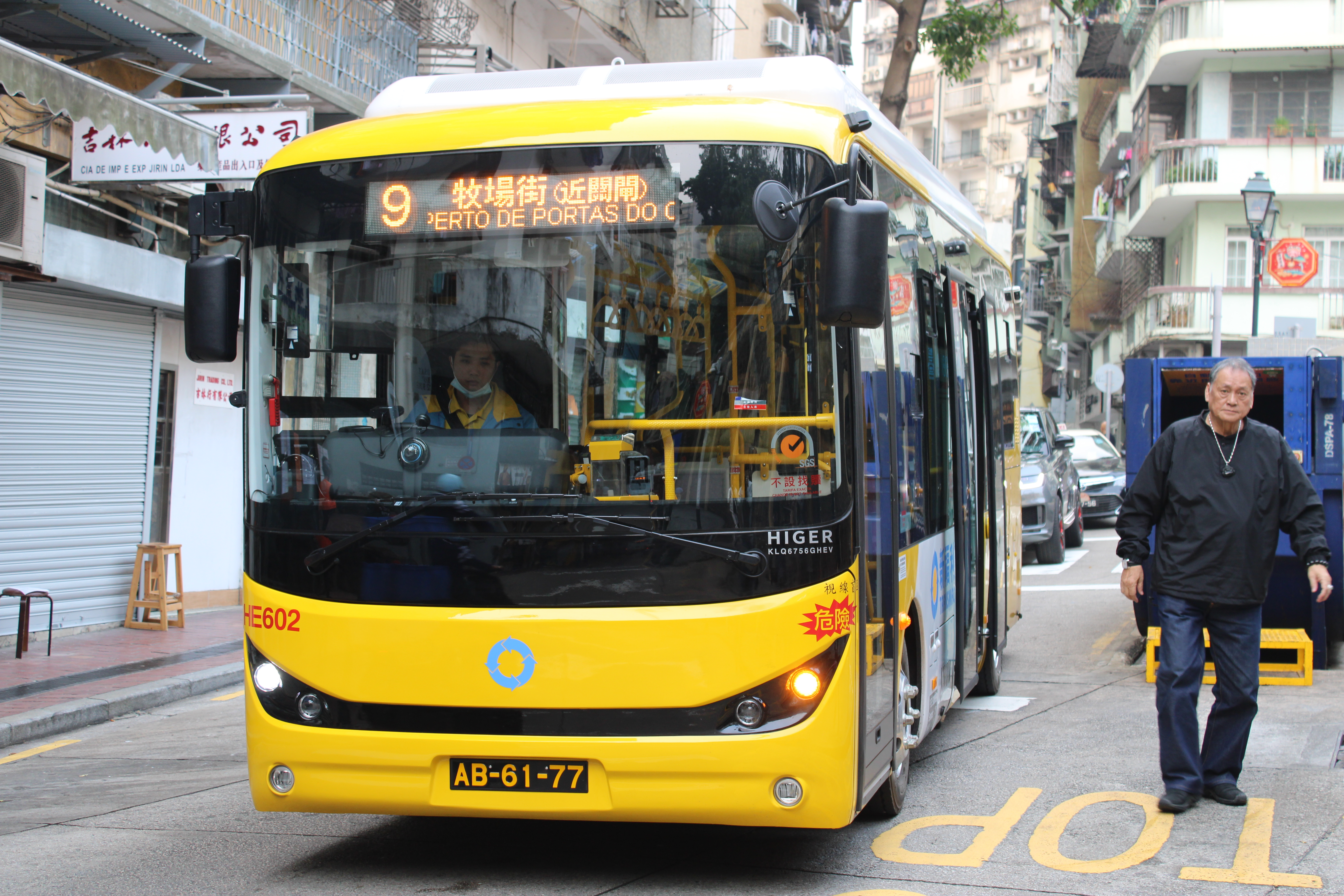
蘇州金龍KLQ6756GHEV
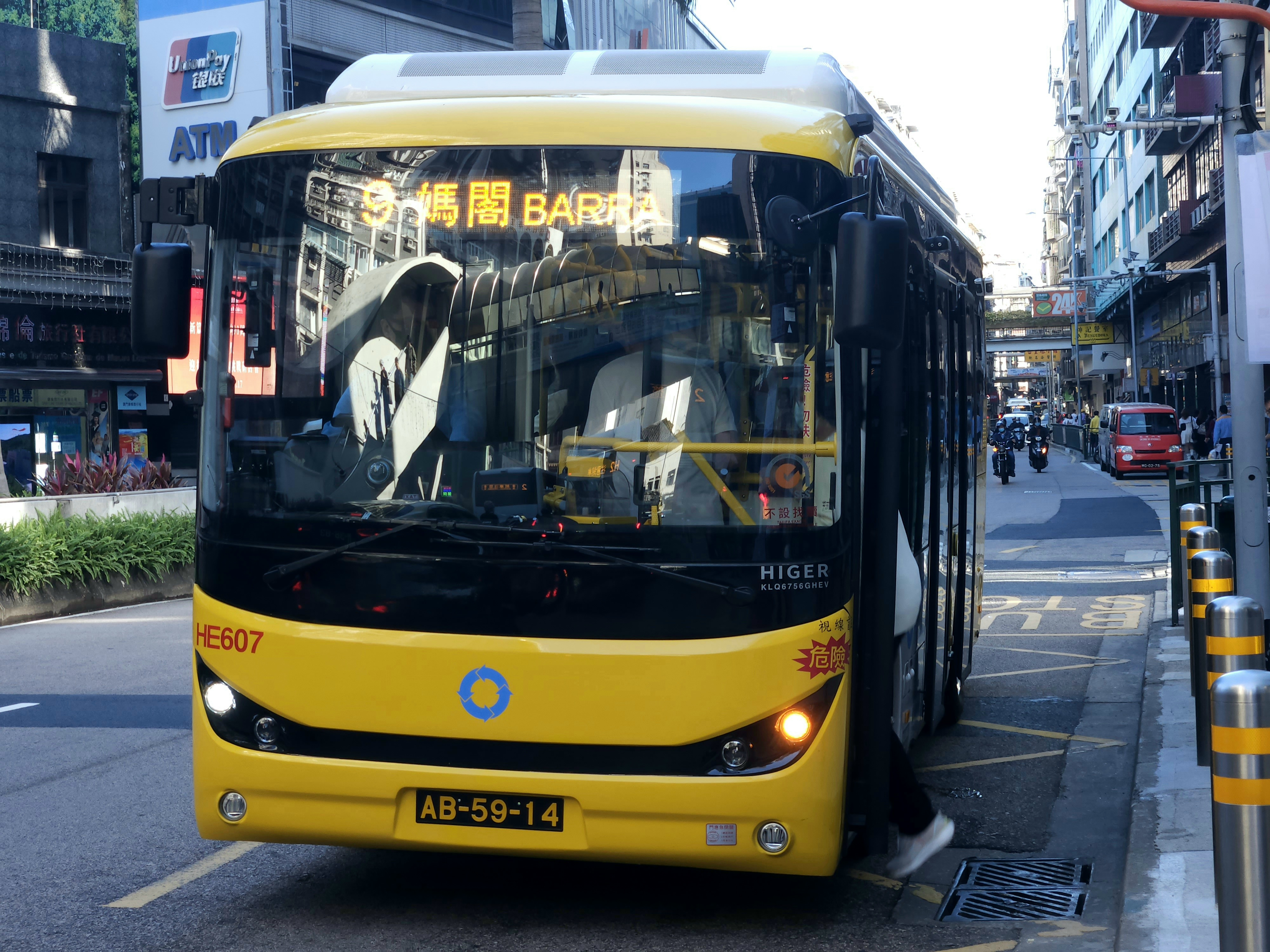
蘇州金龍KLQ6756GHEV
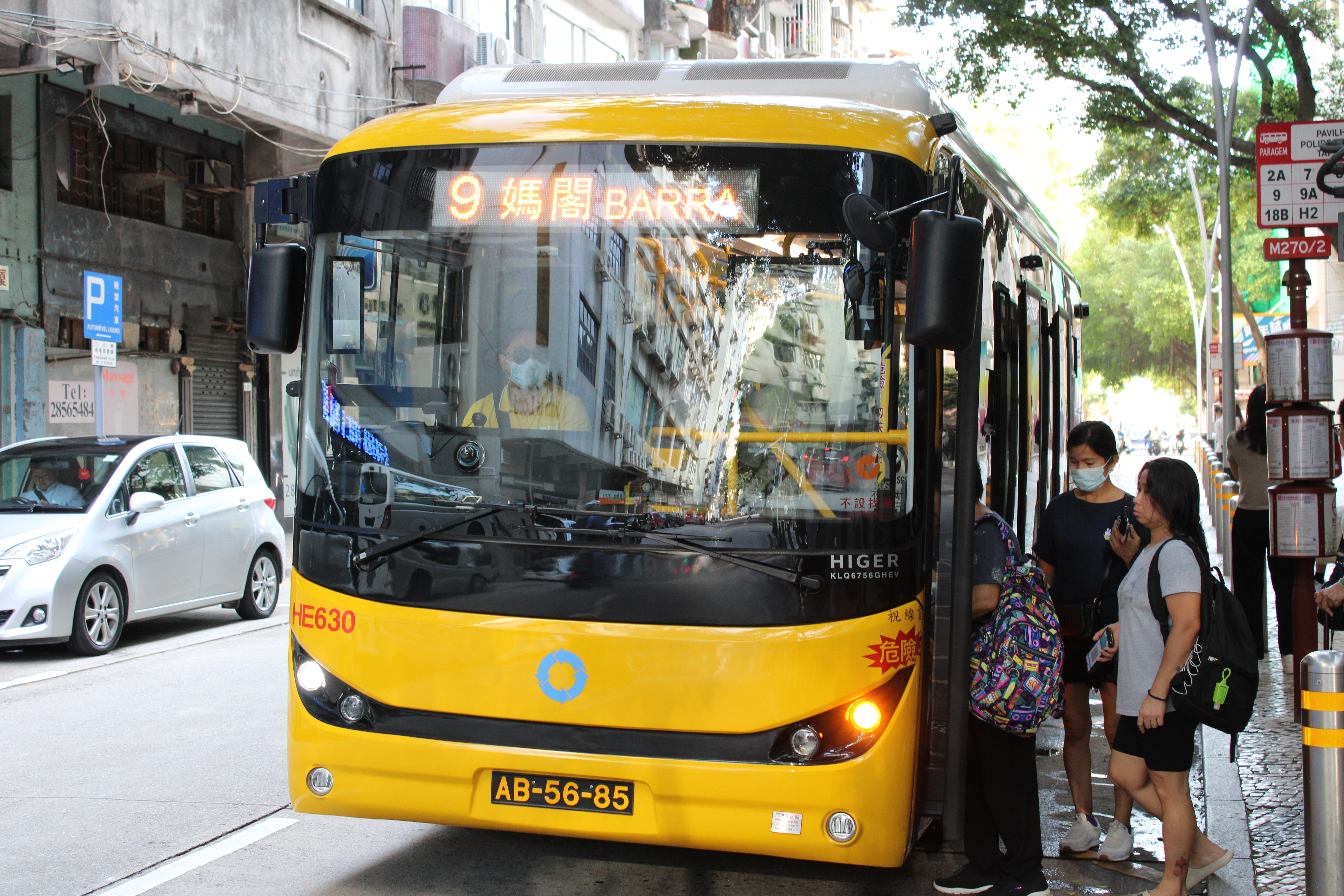
蘇州金龍KLQ6756GHEV

## 外部連結
- 澳門新福利公共汽車有限公司（官方網站） （页面存档备份，存于）